# Проблема «принципал—агент»

Основна ідея теорії агента (P: принципал A: агент)

Проблема принципала-агента в політичній науці та економіці (також відома як дилема агентства або агентська проблема) виникає, коли одна особа чи організація ("агент") здатна ухвалювати рішення та/або діє від імені, що впливає, іншої особи чи суб'єкта - "принципала" (довірителя). Ця дилема існує за умов, коли агенти вмотивовані діяти в своїх інтересах, що суперечать принципам їх принципалів і є прикладом морального ризику. 
Поширеними прикладами таких відносин є корпоративне управління (агент) та акціонери (принципал), виборні посадові особи (агент) та громадяни (принципал) або брокери (агент) та ринки (покупці та продавці, принципали).
Чи насправді тривалий судовий процес, який рекомендує адвокат (агент) потрібний для покращення добробуту його клієнта (принципала), чи цей процес забезпечить дохід адвокату? Насправді проблема може виникнути майже в будь-якій ситуації, коли одна сторона платить іншій за виконання певної роботи, коли агент має невелику або несуттєву частку в результаті, як-то виконання господарських робіт або ремонт автомобіля, незалежно від того, чи є це офіційною, чи неофіційною угодою. 
Проблема виникає тоді, коли обидві сторони мають різні інтереси та асиметричну інформацію (агент має більше інформації), через що принципал не може бути повністю впевнений, що агент завжди діятеми у його інтересах (принципала),  особливо у тих випадках, коли діяльність приносить вигоду принпипалу й витратна для агента, і де спостереження за діями агента пов’язано з суттєвими видатками (див. моральний ризик та конфлікт інтересів). Часто принципал може бути настільки стурбований можливістю експлуатації агентом, що він вирішить взагалі не укладати угоди, навіть коли б це було б взаємовигідним: субоптимальний результат, який може знизити загальний рівень добробуту. Відхилення інтересу довірителя агентом називається "агентські витрати".
Проблема агента може бути посилена, коли агент діє від імені декількох принципалів (довірителів) (Проблема багатьох довіретелів). Коли один агент діє від імені декількох принципалів, кілька директорів повинні погодитись з цілями агента, але зіткнуться з проблемою колективних дій в управлінні, оскільки окремі директори можуть лобіювати агента чи іншим чином діяти в своїх індивідуальних інтересах, а не заради досягнення інтересу усіх принципалів.  В результаті, може виникнути свавілля в управлінні та моніторингу,  дублювання важелів управління та моніторингу,  або конфлікт між директорами  призведе до високої автономності агента. Це було визначено як проблема багатьох принципалів і є особливо серйозною проблемою, зокрема, в державному секторі, де існує множина принципалів, а ефективність і демократична відповідальність підриваються за відсутності чіткого управління.    Ця проблема може виникнути, наприклад, у  виконавчій владою, міністерствах, відомствах, міжмуніципальному співробітництві, державно-приватному партнерстві та фірмах з кількома акціонерами.  
Для узгодження інтересів агента з інтересами принципала (довірителя) можуть використовуватися різні механізми. При працевлаштуванні роботодавці (принципали) можуть використовувати ставки / комісії, розподіл прибутку, ефективність заробітної плати, вимірювання результативності (включаючи фінансову звітність ), агент, який розміщує облігацію, або загрозу припинення роботи, щоб узгодити інтереси працівників з власними.

## Огляд
Теорія (проблема) принципала-агента виникла у 1970-х роках на межі економіки та інституціональної теорії. Існує певна суперечка відносно авторства теорії. Теоретики Стівен Росс та Баррі Мітнік заявляли про своє авторство на неї.  Кажуть, що Росс спочатку описав дилему у термінах вибору людиною смаку морозива для іншої людини, чиїх вподобань вона не знає.
Однак найбільш цитується посилання на теорію авторства Майкла К. Дженсена та Вільяма Меклінга.  Їхня теорія вийшла за рамки економічних чи інституційних досліджень, увібравши у себе контекст інформаційної асиметрії, невизначеності та ризику.
У контексті права, принципал недостатньо знає про те, чи був виконаний (або якою мірою був виконаний) контракт, й він обмежений агентськими витратами. Вирішення цієї інформаційної проблеми - яка  щільно пов'язана з проблемою морального ризику - полягає у забезпеченні відповідних стимулів, щоб агент діяв так, як того бажає принципал.
З точки зору теорії ігор, вирішення проблеми передбачає зміну правил гри так, щоб власний зацікавлений раціональний вибір агента збігався з бажаннями принципала. Навіть на обмеженому полі трудових договорів складність практичного здійснення цього проявляється у безлічі механізмів компенсації та схем нагляду, а також у критиці таких механізмі. Наприклад, Едвард Демінг (1986) описав це  у своїх «Сім смертельних хвороб» управління.

## Трудова угода
У контексті трудового договору індивідуальні контракти формують основний метод стимулювання реструктуризації, максимально узгоджуючи інформацію про наявну роботу виконавців та компенсацію за неї. Через відмінності у кількості та якості доступної інформації про результати роботи окремих працівників, здатності працівників нести ризики та здатності працівників маніпулювати методами оцінювання, структурні деталі окремих контрактів сильно різняться, включаючи такі механізми, як "розміри ставок, опціони, дискреційні бонуси, акції, розподіл прибутку, ефективність заробітної плати, відстрочена компенсація тощо". 
Зазвичай ці механізми використовують залежно від умов зайнятості: продавці часто отримують частину або всю свою винагороду як комісійні, робочим зазвичай виплачують погодинну заробітну плату, а офісним працівникам як правило винагороду  виплачують щомісяця або двічі на місяць (при цьому понаднормова роботу оплачується за вищою ставкою).
Використання цих механізмів різниться залежно від сектору економіки: первинного чи вторинного згідно  Дорінгера та Піоре. (див. також подвійний ринок праці).